# Gerhard Merkel (Informatiker)
Curt Gerhard Merkel (* 12. August 1929 in Chemnitz) ist ein deutscher Informatiker und Wissenschaftsorganisator.

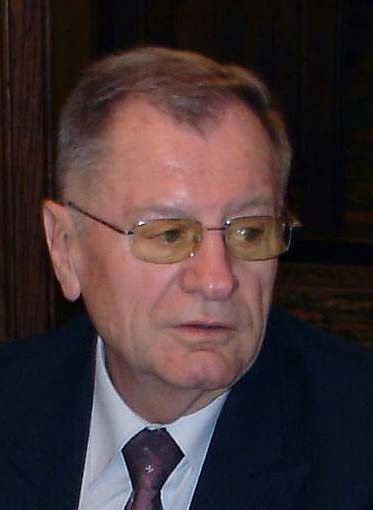
Gerhard Merkel (2007)

## Leben
Gerhard Merkel stammt aus einer mittelständischen Chemnitzer Familie. Seine Mutter verstarb, als er acht Jahre alt war. Nützlich für seine Entwicklung waren enge Bindungen an seinen Großvater und gute Lernbedingungen an der Oberrealschule. Ein erstes einschneidendes Kriegserlebnis hatte er als Jugendlicher bei einem Bombenangriff, als er unter Trümmern in einem Keller verschüttet war. Anfang März 1945 wurde er zum Kriegsdienst eingezogen und nach kurzer Schießausbildung einer Panzerabwehrbrigade zugeteilt. Am 7. Mai flüchtete er auf Anweisung des vorgesetzten Hauptfeldwebels aus der Stellung und wurde 12 Stunden später von Sowjetsoldaten aufgegriffen. Als Folge der vorangegangenen politischen Schulungen rechnete er mit seiner Erschießung, erhielt aber ein Stück Brot und wurde nach Hause geschickt. Für ihn ein Schlüsselerlebnis.
Die Enteignung der Firma seiner Familie zwang ihn zum Abbruch des Schulbesuches. Er absolvierte eine Uhrmacherlehre, die er mit Auszeichnung als bester Lehrling abschloss.
Enge Kontakte zu Persönlichkeiten der evangelisch-lutherischen Kirche öffneten ihm den geistigen Zugang zu Religionen und zur Philosophie.
Danach begann er ein Ingenieurstudium, zuerst 1948 bis 1951 an der Ingenieurschule Dresden, das er 1951 als graduierter Ingenieur mit der Zugangsberechtigung zum Hochschulstudium abschloss. 1951 bis 1955 setzte er sein Studium (u. a. Feinmechanik/Getriebelehre) an der Technischen Hochschule in Dresden fort, das er als Diplom-Ingenieur (Dipl.-Ing.) und mittels eines Zusatzstudiums als Ingenieurpädagoge beendete; sein engster Studienfreund war Heinz Töpfer.
Von 1953 bis 1961 war er als Dozent für Getriebelehre und für Regelungstechnik an der Ingenieurschule Dresden tätig und erhielt Lehraufträge der Technischen Hochschule Dresden. Er promovierte 1959 und fand durch seine hierzu geführten Forschungsarbeiten zur algebraisch fundierten Mechanismensynthese den Weg zur computergestützten Konstruktionslehre. 1961 begann er Forschungsarbeiten in der Industrie im Zentralinstitut für Automatisierung (ZIA) als Abteilungsleiter Steuerungs- und Rechentechnik, stieg aber rasch bis zum Direktor für Wissenschaft und Technik auf und bildete 1964 aus dem ZIA heraus das Institut für Datenverarbeitung (idv), dessen Leiter er bis 1965 war.
Ergebnisse dieser Arbeitsperiode sind die Prozessrechnerreihe PR 1000/2000 mit Einsatzfällen in mehreren Industriezweigen, die Fertigungssteuerung FERTODATA für Maschinenbaubetriebe, für den DDR-Rechenautomaten ZRA 1 zugeschnittene attraktive Anwendungsprojekte u. a. aus dem Bereich Operations Research, ein Arsenal von Methoden zur Einsatzvorbereitung elektronischer Datenverarbeitungsanlagen (EDVA) des Typs R 300 und weitere Pionierlösungen. Merkel organisierte Symposien zur Datenverarbeitung, das Erscheinen der Fachzeitschrift rechentechnik/datenverarbeitung sowie der Schriftenreihe Informationsverarbeitung 1964 im Verlag DIE WIRTSCHAFT und wurde ihr Herausgeber. Er äußerte sich in Vorträgen und Veröffentlichungen zur Entwicklung der Informatik, gründete eine Fachsektion Datenverarbeitung in der Wissenschaftlich-technische Gesellschaft Mess- und Automatisierungstechnik WGMA (Vorsitzende: Heinz Töpfer, danach Werner Richter), 1963 wurde er in die Regierungskommission Maschinelle Rechentechnik berufen und 1965 in den ökonomischen Forschungsbeirat bei der Staatlichen Plankommission, der sich mit der Entwicklung eines neuen ökonomischen Systems befasste.
1966 wurde er verpflichtet, die von ihm mit ausgearbeitete Konzeption zur Entwicklung der Rechentechnik der DDR bis 1969, als Stellvertreter des Ministers für Elektrotechnik und Elektronik Otfried Steger – zuständig für Datenverarbeitung – durch strukturelle Veränderungen und extensive Erweiterungen industrieseitig umzusetzen. Die erste DDR-Datenverarbeitungsanlage R 300 wurde in die Serienfertigung überführt, die Entwicklung der Nachfolgeserie R 400 mit R 21 und R 40 (ES 1040) sowie die Kleinrechner R 4000/4200 wurden konzipiert und ihre Entwicklung begonnen, die Zusammenarbeit mit der UdSSR und im Rahmen der Mehrseitigen Regierungskommission Rechentechnik (ESER, SKR) mit weiteren RGW-Staaten gestartet, Investitionsvorhaben in den Zentren von Dresden, Chemnitz und Leipzig wurden realisiert, die Produktion von peripheren Speichern und Ein-/Ausgabe-Systemen begann, das Kombinat Robotron wurde 1969 gebildet. An dem Strukturwandel vom Stein Kohle-Bergbau zur Mechanik-Produktion in Sachsen war er aktiv beteiligt und wurde dafür ausgezeichnet.
Damals wurde die elektronische Datenverarbeitung in der DDR stark gefördert, um den beträchtlichen Rückstand zum Westen aufzuholen. Merkel betrachtete damals (1969) das Erfordernis, leitende Funktionäre und Betriebsleiter von der dringenden Notwendigkeit umfangreicher Investitionen, Umschulungen und Umstellungen von Betrieben auf Datenverarbeitung erst überzeugen zu müssen, als ein bedeutendes Hindernis bei der EDV-Einführung.
Merkel war dann ab 1969 Gründer und Leiter des Großforschungszentrums (GFZ) des Kombinats Robotron, welches ab 1964 als VEB Robotron Zentrum für Forschung und Technologie (ZFT) firmierte. Von 1969 bis 1979 und von 1983 bis 1985 leitete er als Stellvertreter des Generaldirektors die Forschung und Entwicklung im Kombinat Robotron.
1975 bis 1979 amtierte er als Chefkonstrukteur der Computer des ESER und des „Systems der Kleinrechner“. Sein Vorgänger war Manfred Günther und sein Nachfolger Hans-Georg Jungnickel und Horst Giebler. Merkel war von März 1976 bis Februar 1986 Mitglied der SED-Bezirksleitung Dresden. Von 1975 bis 1986 war er Honorarprofessor an der TU Dresden, 1987 wurde er zum Professor an der Akademie der Wissenschaften der DDR ernannt.
1979 wurde er zum Direktor des Instituts für Mikroelektronik Dresden (IMD) berufen und gründete 1980 das Zentrums für Forschung und Technologie Mikroelektronik (ZFTM) in Dresden. Von 1982 bis 1986 wurde Merkel in Form eines „operativen Vorganges“ von der Staatssicherheit wegen des Verdachts auf Verrat von Geheimnissen erfolglos streng observiert und wurde 1983 und 1985 von seinen jeweiligen Leitungsfunktionen auf Empfehlung der Bezirksbehörde Dresden der Staatssicherheit abberufen. In dieser Phase konzentrierte er sich auf die Förderung des Computereinsatzes in der Konstruktion und Fertigung(CAD/CAM, CIM), wissenschaftlich auf sein Lehrgebiet Computerarchitektur und die Habilitation.
1986 folgte seine Promotion zum Doktor der Wissenschaften (Doctor scientiae technicarum, Dr. sc. techn.). Zudem übernahm er in diesem Jahr in Berlin die Leitung des Instituts für Informatik und Rechentechnik an der Akademie der Wissenschaften mit den Arbeitsschwerpunkten verlässliche Computersysteme, automatisiertes Datennetz (WAN), numerische Verfahrenstechniken und CAD-Datenspeicherungssysteme; diese Funktion hat er bis 1991 eingenommen.
Nach der deutschen Wiedervereinigung war er freiberuflich tätig und Projektleiter bei der WITEGA Forschung GmbH in Berlin. Im Rentenalter widmete sich Merkel mit Vorträgen und Veröffentlichungen der Geschichte von Informatik und Rechentechnik in der DDR.
Merkel verfasste Lehrbücher, Fachbeiträge in Handbüchern und Zeitschriften wie auch Beiträge zu allgemein gesellschaftlich relevanten Themen in Zeitungen und Zeitschriften. Bisher wurden 104 solcher Beiträge erfasst.
Er ist der Großvater des Dirigenten Marcus Merkel.

## Berufungen und Ehrungen
Merkel wurde 1969 zum Mitglied der Deutschen Akademie der Wissenschaften zu Berlin (DAW) gewählt, 1975 zum Honorarprofessor für Rechnerarchitekturen an der TU Dresden berufen und 1987 durch den Präsidenten Werner Scheler der AdW zum Akademieprofessor ernannt. Vom Ministerrat der DDR wurde er als Mitglied des Forschungsrates, als Leiter der Prognosegruppe Automatisierung, als Mitglied der Staatlichen Leitergruppe automatisiertes Datennetz und der Führungsgruppe Flexible Automatisierung berufen. Er war als Leiter oder Mitglied in mehreren Forschungsräten tätig und wurde 1988 zum Vorsitzenden der Gesellschaft für Informatik der DDR (GI DDR) gewählt.
Ausgezeichnet wurde Merkel mit dem Nationalpreis für Wissenschaft und Technik II. Klasse (1979), als Verdienter Techniker des Volkes, mit dem Orden Banner der Arbeit in allen drei Stufen I, II und III sowie mit dem Orden der Völkerfreundschaft vom Präsidium des Obersten Sowjets der UdSSR.

## Veröffentlichungen
- Erkenntnistheoretische Probleme in der Technik. In: Die Technik. Verlag Technik Berlin, 15. Jahrgang, Heft 5/1960, S. 325–330.
- Gütekriterien für die zu erzielende Approximation bei der Getriebesynthese. In: Technische Hochschule Ilmenau, Tagungsbericht zum VIII. Internationalen Kolloquium (1963), 4. Teil, S. 423–426.
- Datenverarbeitung – Instrument der Leitungstätigkeit. Staatsverlag der DDR, Berlin 1967.
- Stand und Perspektiven in Entwicklung und Nutzung der Rechentechnik in der DDR. In: Schriftenreihe Informationsverarbeitung, Entwicklung und Anwendung der elektronischen Rechentechnik in der DDR, Verlag die Wirtschaft Berlin 1976, S. 14–62.
- Zur Architektur elektronischer Rechenanlagen. Plenarvortrag zur Konferenz „INFO 77“ in Beiträge zur Informationsverarbeitung; BSB B.G. Teubner Verlagsgesellschaft Leipzig 1977, S. 77–90.
- Die Gesellschaft für Informatik der DDR – Bildung, Wirken, Auflösung. Ein Beitrag zur Geschichte von Informatik und Rechentechnik in der DDR + Dokumentensammlung. Standort: Deutsches Museum München.
- Neue Geräte des ESER und SKR. In: Beiheft 2/1979 der Zeitschrift rechentechnik/datenverarbeitung, Verlag Die Wirtschaft, ISSN 0374-2385 Index 31269 / 1331, S. 1 bis 8.
- Computer Development in Conditions of Socialist countries. In: EURO IFIP 1979, Participiants Edition; North-Holland Publishing Company 1979, S. 3–12.
- Computerentwicklungen in der DDR-Rahmenbedingungen und Ergebnisse. In: GI-Edition Lecture Notes in Informatics (LNI) Informatik in der DDR – eine Bilanz. Volume T-1, ISBN 978-3-88579-420-2, S. 40–54.
- Vier Jahrzehnte Rechentechnik in der DDR. In: GI Mitteilungen, Mitteilungsblatt der Gesellschaft für Informatik der DDR, Band 4, 1989, S. 147–152.
- Entwicklung und Anwendung der Informatik und Rechentechnik in der DDR 1964 bis 1989. Heinz-Nixdorf-Museum Paderborn 1994
- Zusammenarbeit/Kooperation zu Informatik und Rechentechnik zwischen den Staaten des Warschauer Vertrages. Heinz-Nixdorf-Museum Paderborn 1994
- Rahmenbedingungen für Computerentwicklungen im Bereich des RGW. In: Zeitschrift FifF Kommunikation, März 2005, S. 52–56.
- VEB Kombinat Robotron, Sitz Dresden, Stadtarchiv Dresden 2006, robotron.foerderverein-tsd.de (PDF; 566 kB)